# René Francovigh
René Edgardo Francovigh (Elortondo, 13 de septiembre de 1924-Rosario, 28 de septiembre de 2020) fue un empresario metalúrgico y filántropo argentino conocido por sus importantes aportes a la industria y a la ciudad de Rosario.

## Biografía

### Nacimiento e infancia
René Francovigh nació en Elortondo, pequeño pueblo situado en el sur de la provincia de Santa Fe, hijo menor de Dionisio Francovigh ―un herrero de origen italiano que se dedicó al comercio de maquinaria agrícola― y Flora Zamó ―quien nació en Brasil―. Cuando tenía tan solo un año de edad, René sufrió de parálisis infantil en una de las piernas. Gracias al cuidado de su madre fue mejorando y pudo superarlo. Creció en Elortondo junto a su hermano Enrique, 4 años mayor que él, hasta 1934, año que se mudan con sus padres a la ciudad de Rosario.
El ciclo de la escuela primaria lo cumplió entre Elortondo y Rosario, pasando por varios colegios, según sus propios relatos estuvo lejos de ser un alumno ejemplar. Cuando terminó el ciclo primario entró como pupilo en la Escuela Industrial de Artes y Oficios del Colegio Salesiano San José, en Rosario. Al escaparse repetidas veces demostrando que no aguantaba el rigor que le imponían los curas de la institución, en 1939 ―con 14 años de edad― se cambió e hizo el primer año de Técnico Industrial en la Escuela de Artes y Oficios de la Nación.
En esa época se requerían cuatro años para obtener el título de técnico industrial, pero en segundo año dejó definitivamente el colegio para comenzar a trabajar con su padre.

### Comienzos
A los 16 años de edad, René Francovigh comenzó a trabajar con su padre, Dionisio Francovigh, quien se dedicaba a la comercialización, reparación y venta de maquinarias agrícolas. Uno de sus primeros trabajos fue dar vueltas a una manija de fragua.
Ya con 20 años, asistía en operaciones comerciales de su padre, y con llamativa facilidad intuía y concretaba buenos negocios. Dionisio, a causa de una enfermedad debía resignar el trabajo y entonces decidió dejar el negocio en manos de su hijo René.
Poco tiempo después se incorpora su hermano Enrique y un socio, Luis Travesaro, formando en el año 1944 la sociedad Francovigh y Cía.

### Trayectoria en la Industria
En 1947 falleció Dionisio Francovigh, que si bien ya no formaba parte de la empresa aportaba con su experiencia. Comenzó entonces una nueva etapa, con cuatro empleados y un poco de capital que habían generado compraron el primer pantógrafo de corte en Buenos Aires. Después de armarlo y probarlo dieron inicio a la nueva división de corte de chapas a medida y rápidamente fueron líderes en el rubro. Más tarde la empresa adquirió dos tornos, una perforadora y otras máquinas y se firmó un contrato para fabricar una parte en bronce de un lanzallamas para combatir la invasión de langostas entre los años 1947 y 1948. El negocio fue medianamente rentable, pero lo más importante fue haberse iniciado en una nueva actividad.
Con el correr del tiempo la empresa fue cambiando la denominación comercial. Comenzó con Francovigh y Cía., luego fue Francovigh Hnos. y Travesaro, posteriormente Francovigh Travesaro S. A. y finalmente, desde el año 1974, Francovigh S. A. Luis Travesaro formó parte de la empresa durante 27 años.
La empresa comienza a fabricar perforadoras de banco, si bien empezaron con éxito el emprendimiento, la competencia y la baja de los precios hicieron que abandonaran el rubro. Esa fue su primera experiencia como industrial. Pero la inquietud de Francovigh no se detuvo y adquirió la mayoría accionaria de una empresa que tenía problemas financieros en la localidad de Fighiera y que esta poseía una pequeña forja, pensando que en el futuro se podrían fabricar bridas forjadas para la industria del petróleo. Fueron años complicados porque surgieron los mismos problemas que con las perforadoras, pero junto a colaboradores de confianza pudo llevarla adelante y entró de esta manera en el mercado de las bridas tal como pensaba.
René Francovigh siempre fue una persona inquieta y creativa que está constantemente buscando la manera de innovar y actualizarse. Por ese motivo, Francovigh S. A. siempre fue pionera en incorporar maquinaria para algunos procesos de producción. Tal es el caso del corte de chapas, que actualmente la empresa cuenta con cinco opciones diferentes de corte para que el cliente pueda elegir la más conveniente, estas son:
oxicorte,
waterjet (corte con chorro de agua),
láser,
plasma y
guillotina.
Además de siempre contar con tecnología de punta para el área de forja adquiriendo siempre nuevas y mejores prensas.
En 1984 compró la empresa Forja S. A., que estaba pasando un mal momento y se pudo recuperar. Actualmente trabaja como complemento de Francovigh S. A., produciendo piezas forjadas de menor porte sobre todo para la industria automotriz.
Siendo una "industria para la industria", Francovigh S. A. y su fundador René llevan una exitosa trayectoria de más de 70 años y en total dio empleo a más de 1500 obreros, a los que nunca se les abonaron sus haberes fuera de término.

## Vida personal
En 1954, René Francovigh contrajo matrimonio con Ana María Cignacco. Tuvieron seis hijos, dos mujeres y cuatro varones, quienes siguen los pasos de su padre en la industria. Además, Francovigh tuvo siempre un gran sentido de la amistad y contó con numerosas amistades, muchas del ámbito industrial como es el caso de Roberto Paladini, Roque Vassalli y Fulvio Pagani entre otros.
Durante los años 1961 y 1962 integró como vocal titular la comisión directiva de Newell's Old Boys para aportar su experiencia de dirigir una empresa con el objetivo de volver al club a primera división, propósito que se cumplió.
También fue presidente de la Fundación Planetario de Rosario a lo largo de 17 años y le dio un importante aporte técnico mediante su empresa, Francovigh S. A.

### Obras
René Francovigh ha colaborado con distintas entidades de bien público para desarrollar aspectos sociales, culturales y deportivos en la ciudad de Rosario.
Entre sus aportes a la comunidad se destaca: Su labor en el  Planetario de la ciudad que está considerado entre los mejores del mundo.
Se hizo cargo de los gastos necesarios para la construcción del nuevo techo del teatro El Círculo de Rosario ya que este estaba en mal estado y la municipalidad no podía ayudarlo. El teatro El Círculo es reconocido por su asombrosa acústica y sus terminaciones excelentes.
Francovigh fue radioaficionado por más de 45 años y trabajó duro junto con el Radio Club Rosario para la adquisición de un terreno propio del club. Consiguiéndolo poco tiempo después en la zona sur de la ciudad.
Sugirió la idea e hizo un fuerte aporte económico para la construcción del circuito KDT y el velódromo apto para campeonatos de clase mundial en el Parque Regional Sur de la ciudad de Rosario. Al sector se lo ha denominado 'Complejo Ciclístico Dionisio Francovigh' en honor al padre de René que era un aficionado al ciclismo en su Italia natal.
Donó mediante su empresa la mano de obra para fabricar distintas esculturas metálicas dispuestas en Rosario y Buenos Aires, obras del artista Pérez Celis.
Donó una cruz de metal de 14 metros para la parroquia del padre Ignacio Peries ubicada en el ingreso a Rosario por la autopista Rosario-Santa Fe más los constantes aportes a dicha institución.

## Premios y reconocimientos
- 1987: en la provincia de Udine (Italia) fue designado como embajador de la región de Friuli en el mundo.
- 2001: fue declarado presidente honorario de la Fundación Planetario de Rosario.
- 2002: el Radio Club Rosario designa con el nombre «René Francovigh» a su campo de antenas, en reconocimiento a su destacada participación en el crecimiento de la entidad.
- 2006: fue declarado ciudadano ilustre de la ciudad de Rosario, en reconocimiento a su contribución al desarrollo de la producción, la cultura, las artes, la ciencia y el deporte en favor de la comunidad rosarina.[4]